# Carabus monilis
Carabus monilis là một loài bọ cánh cứng bản địa châu Âu, nơi nó được nhìn thấy ở Áo, Bỉ, Quần đảo Anh, Chính quốc Pháp, Đức, Ireland, Chính quốc Ý, Liechtenstein, Luxembourg, Na Uy đại lục, Chính quốc Tây Ban Nha, Thụy Sĩ và Hà Lan.

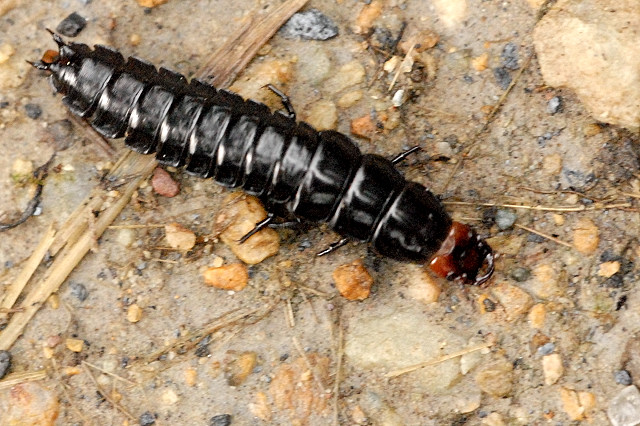
Ấu trùng Carabus monilis

## Hình ảnh

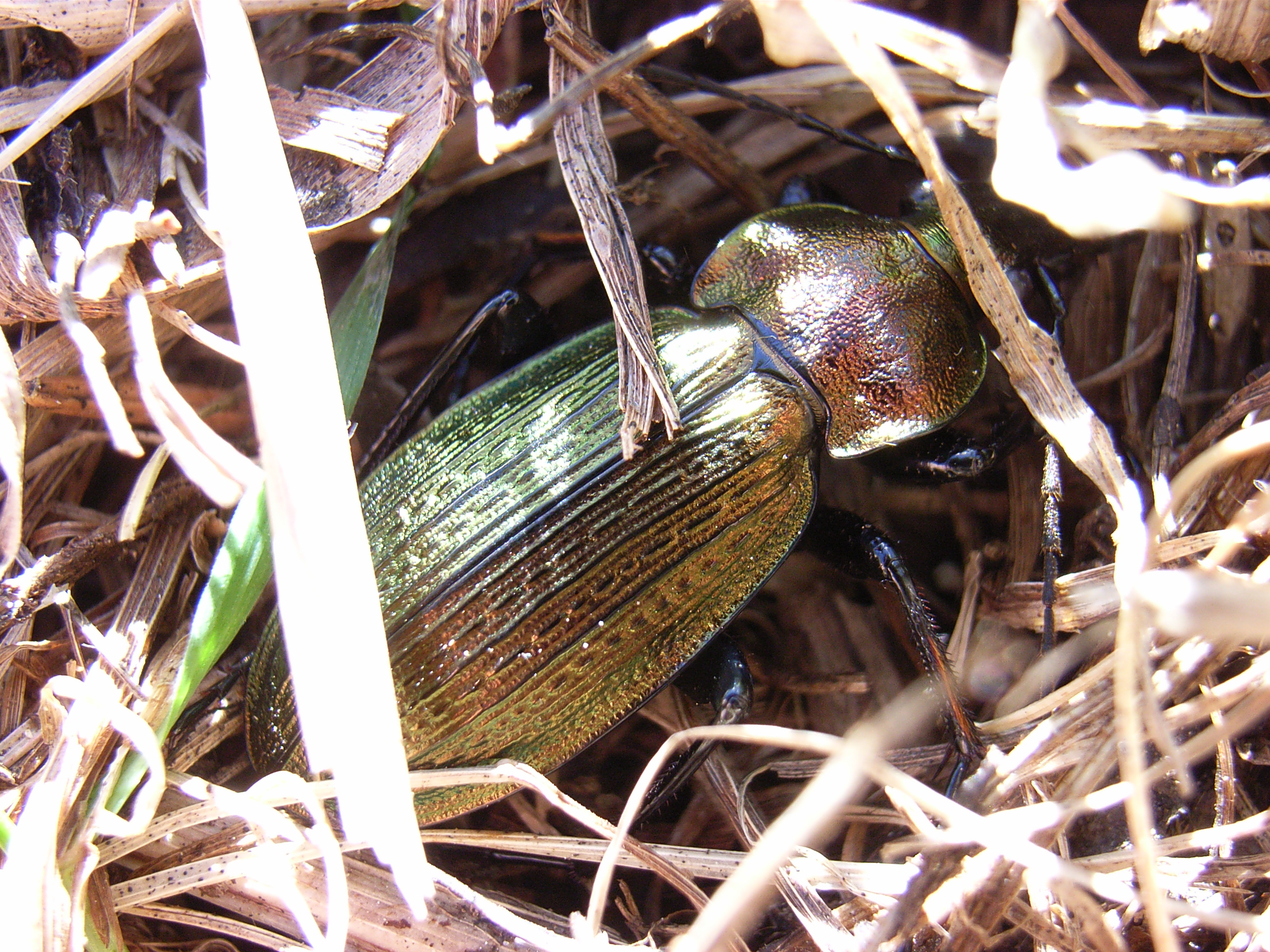
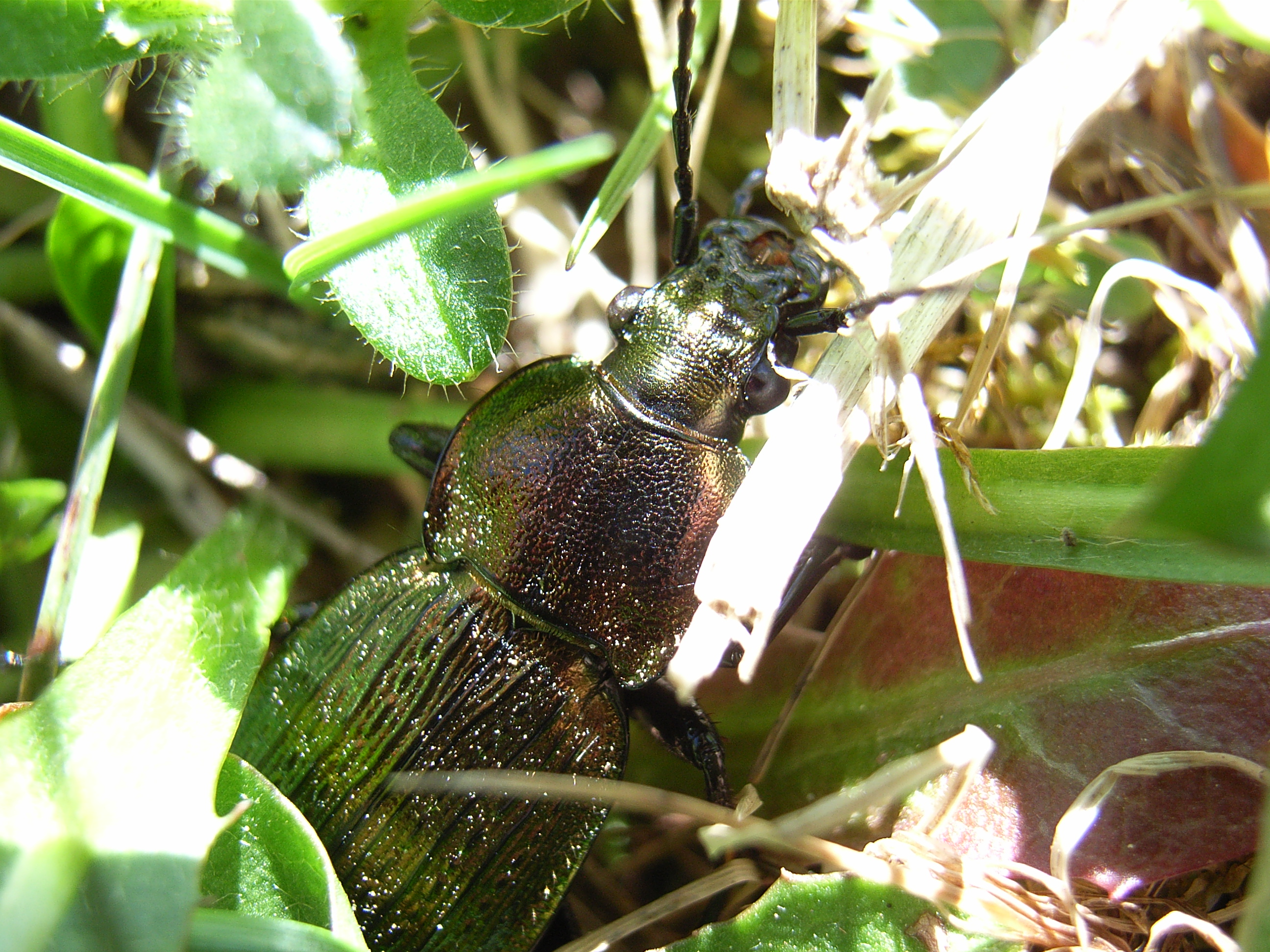
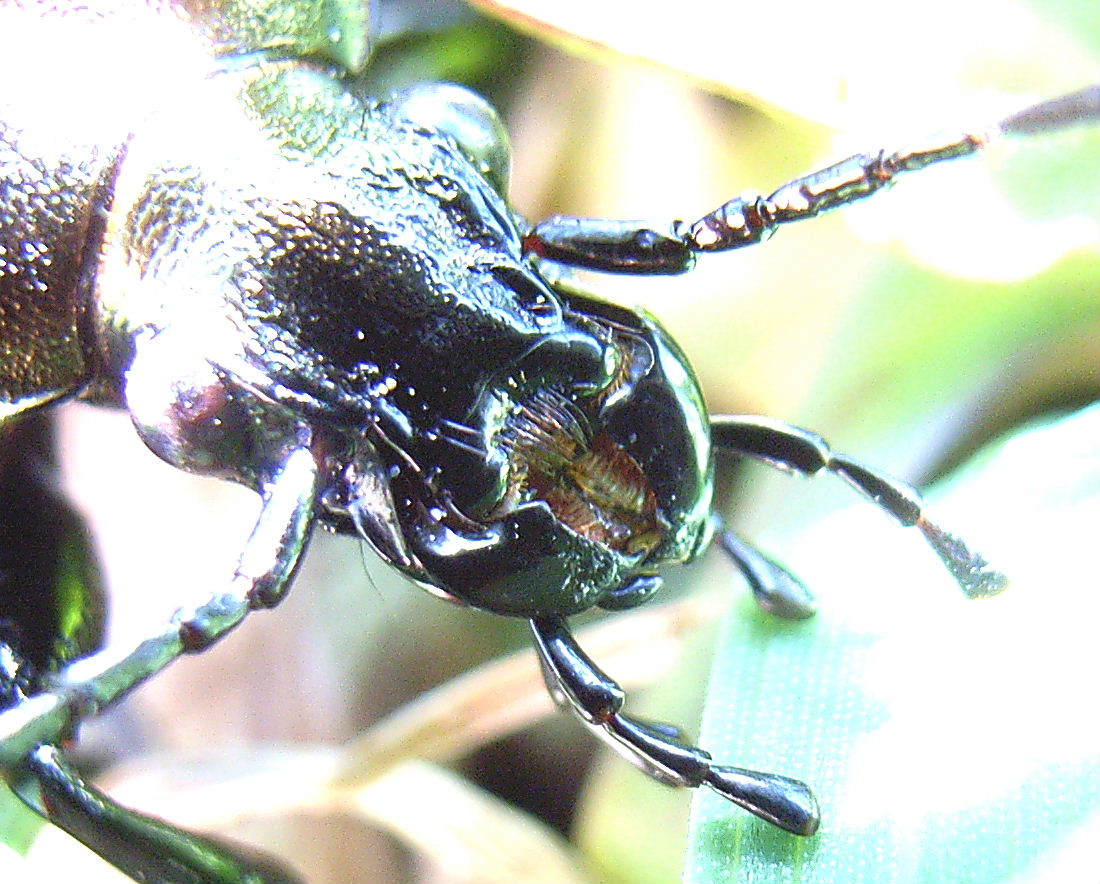
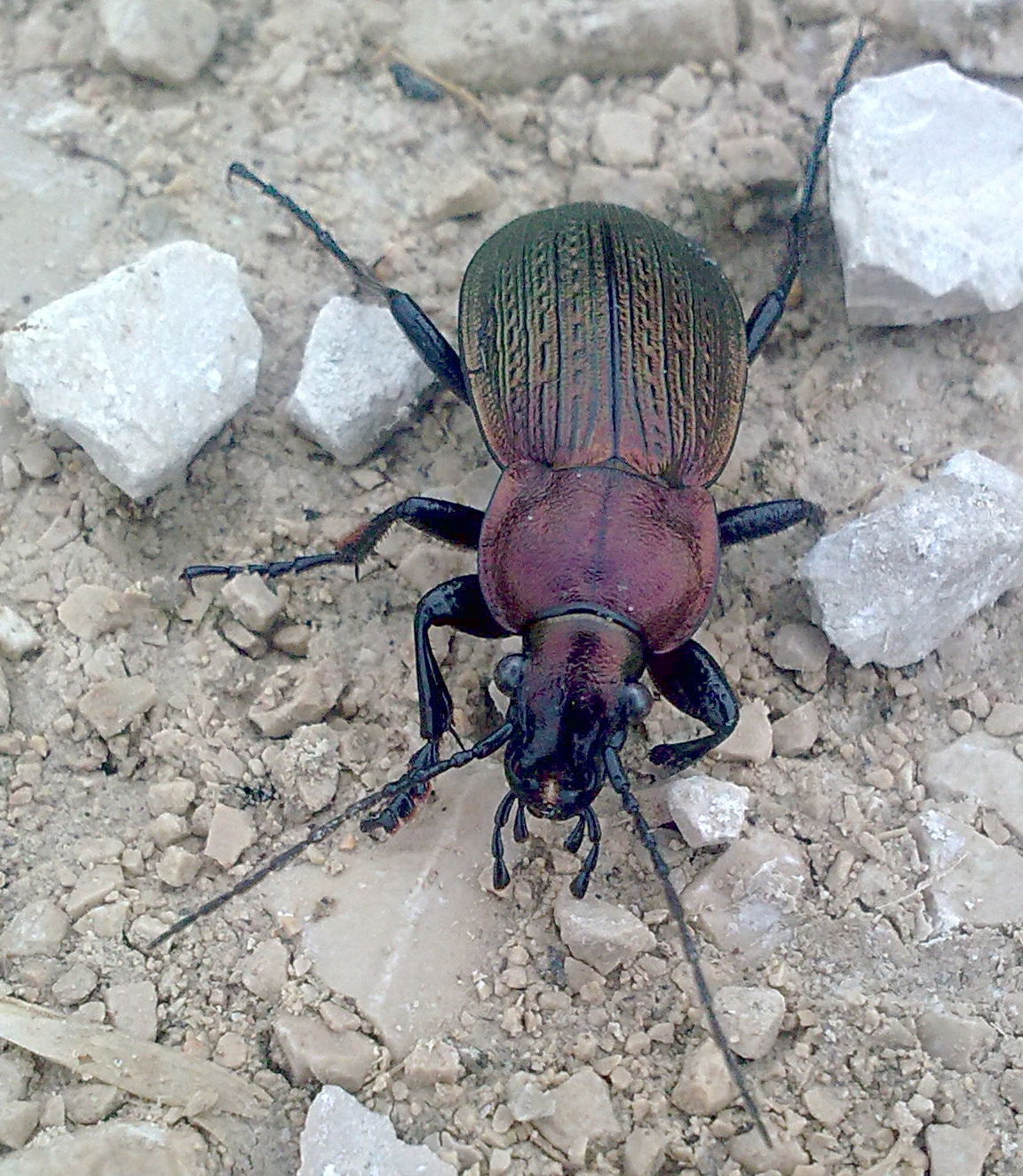